# علقيات المياه العذبة عديمة الفك
علقات المياه العذبة عديمة الفك (الاسم العلمي: Glossiphoniidae)، فصيلة حيوانات من الحلقيات من رتبة العلقيات الخرطومية. تتطفل معظمها على الفقاريات في المياه العذبة مثل البرمائيات والسلاحف المائية، ولكن بعضها يتطفل على اللافقاريات.